# Eidolon dupreanum
Eidolon dupreanum је врста сисара из реда слепих мишева и породице велики љиљци.

## Распрострањење
Ареал врсте је ограничен на једну државу. Мадагаскар је једино познато природно станиште врсте.

## Станиште
Станишта врсте су шуме и пустиње.

## Угроженост
Ова врста се сматра рањивом у погледу угрожености врсте од изумирања.